# ASTROMANTIC
『ASTROMANTIC』(アストロマンティック) は、日本の音楽ユニットであるm-floの3rdアルバム。2004年5月26日にrhythm zoneより発売された。CCCD。

## 概要
シングル「REEEWIND!」「miss you」「the Love Bug」が収録されている。m-flo名義のオリジナルアルバムとしては3年振りであり、"loves Who?" 新体制での第1作目となる。17 組のアーティストとコラボレーションしており、Dragon Ashや坂本龍一など参加アーティストが豪華なことも話題になった。インタールードのナレーションは矢島正明とパトリック・ハーラン（パックンマックン）が担当。初回プレス購入者には "m-flo loves intel"と題した特別企画が提供された。
Lovesアーティストの個性を最大限生かしつつ、全体を通してm-floの楽曲として昇華させている。J-POPにおけるコラボブームの先駆けとなったアルバムである。

## 収録曲
CDの収録番号順である。"/"の後はフィーチャリング(loves)したアーティスト。
1. The 3rd Impact
2. miss you / melody. & 山本領平
  - 15thシングル。17thシングル「let go」（2004年）の初回盤ボーナス・トラックにはこの曲のライヴ・バージョン、またmelody.のアルバム『Be as one』(2006年) にはリミックス・バージョン（m-flo関連作品未収録のバージョン）が収録されている。
3. STARSTRUCK～"The Return of the LuvBytes" / AI & 日之内絵美 & Rum (Heartsdales)
  - 集英社「Pinky」CMソング。
4. How to be Astromantic
5. VANESSA / Bloodest Saxophone
  - 資生堂「ANESSA」CMソング。Takuがラップに参加している。
6. WAY U MOVE / Dragon Ash
  - このアルバムの中では一番長い曲でPVがある。
7. gET oN ! / Crystal Kay
  - 第1弾シングルのカップリング。JR東日本のCMでも使用された。
8. Astrosexy / CHEMISTRY
  - 第2弾シングルのカップリング。逆バージョンはCHEMISTRY meets m-flo「Now or Never」(CHEMISTRYのアルバム『One×One』(2004年) に収録)。
  - また、この曲のリリックには、「EXPO」、「been so long」、「ギャラコレ」などとm-floに関連する言葉を多く入れている。
9. Listen to Your Heart
10. the Love Bug / BoA
  - 16thシングル。テレビ朝日「Matthew's Best Hit TV」エンディング。
11. Life is Beautiful / DOUBLE & TOKU
  - ジャズ系の楽曲。DOUBLEはその後ジャズ・アルバム「Life is beautiful」をリリースし、新たな一面を見せた。
12. I WANNA BE DOWN / 坂本龍一
  - 「Tokyo Designer's Week 2004」テーマソング。Takuがボーカルに参加している。
13. Rendezvous 2014
14. Cosmic Night Run / 野宮真貴 & クレイジーケンバンド
  - KKT（熊本県民テレビ）『カジサックのじゃないと！』オープニング。
15. REEEWIND! / Crystal Kay
  - 通算14枚目、新体制第1弾シングル。逆lovesバージョンは、Crystal Kay loves m-flo「I LIKE IT」。
16. 宇宙のウオウオ / BOY-KEN & BLACK BOTTOM BRASS BAND
  - m-floの曲で初の日本語名の曲
17. Curtain Call

## 参加アーティスト
- melody.
- Ryohei（山本領平）
- AI
- 日之内エミ（日之内絵美）
- Rum（Heartsdales）
- Bloodest Saxophone
- Dragon Ash
- Crystal Kay
- CHEMISTRY
- BoA
- DOUBLE
- TOKU
- 坂本龍一
- 野宮真貴
- クレイジーケンバンド
- BOY-KEN
- BLACK BOTTOM BRASS BAND
- 矢島正明
- パトリック・ハーラン（パックンマックン）